# Katie Leclerc
Katie Lynn Leclerc (San Antonio, Texas, 6 de noviembre de 1986) es una actriz estadounidense. Ha aparecido en varias series de televisión, como Veronica Mars y Fashion House. Desde 2011, hasta 2017 interpretó uno de los papeles protagonista en la serie Switched at Birth, dando vida al personaje de Daphne Vasquez.

## Vida personal
Katie Leclerc nació en San Antonio, Texas y creció en Denver, Colorado. Es la menor de tres hermanos de una familia muy unida. Tiene problemas de audición y a los 20 años fue diagnosticada con la enfermedad de Ménière, un trastorno degenerativo del oído interno, cuyos síntomas incluyen la pérdida auditiva fluctuante y vértigo, tanto su padre como su hermana mayor tienen la enfermedad de Ménière también. A pesar de que le es difícil oír, es capaz de utilizar el habla. En una entrevista confesó que la razón de su mudanza de Colorado a San Diego (donde ejerció su carrera como actriz) fue para escapar de las personas que la intimidaban en la escuela secundaria, afirmando que eran simplemente terribles con ella.
El 6 de septiembre de 2014, contrajo matrimonio con su novio Brian Habecost. La pareja terminó divorciándose en junio del 2017.

## Carrera
Katie Leclerc descubrió su pasión por la actuación en la escuela primaria, cuando consiguió el rol principal en una producción del musical de Annie. Cuando se mudó a San Diego, Katie continuó con el teatro en el Valley Center High School con International Thespian Society Troupe 6199 de VC Drama. Leclerc ha participado en comerciales para Pepsi, Cingular, Comcast y GE. En 2006, Leclerc apareció en el vídeo "What Hurts the Most" de Rascal Flatts, como una estudiante en el aula. Comenzó su carrera en televisión como actriz invitada en Veronica Mars. Desde entonces, ha actuado en muchas otras series de televisión. Su primer rol principal lo obtuvo en la serie Switched at Birth, donde interpreta a Daphne Vasquez, una chica que es sorda y que fue cambiada de familia al nacer en el hospital. Respecto al personaje de Daphne, comentó:

"Mi agente me presentó a un casting a nivel nacional para el rol de Emma y Daphne. Yo acabé contestando una llamada de vuelta, y fue entonces cuando se me pidió probar un "acento sordo". Es algo que hemos discutido en profundidad. Queríamos asegurar que mi interpretación fuese respetuosa y hacerla correctamente. Al mismo tiempo, sentimos que el uso de un acento sordo sería una opción muy fuerte para el personaje".

En 2011, interpretó la novia de Rajesh Koothrappali en la serie The Big Bang Theory, donde hace el papel de una chica sorda.
Desde el 4 de octubre de 2017, Katie Leclerc coprotagoniza y produce un programa de Radio llamado ¨The Brett Davern Show¨ emitido de lunes a viernes, este programa de radio es protagonizado junto con Brett Davern, actor junto con quien protagonizó la película original de Crackle llamada "Party Boat".

## Filmografía

### Películas
| Año  | Título                       | Personaje                       | Notas                        |
| ---- | ---------------------------- | ------------------------------- | ---------------------------- |
| 2006 | Gravy Train                  | Lydia Faye                      | Cortometraje                 |
| 2009 | Flying By                    | Ally                            |                              |
| 2009 | The Inner Circle             | Claire                          |                              |
| 2011 | Seven Lanterns               | Rachel Hawthorne                | Cortometraje, posproducción  |
| 2012 | The Ones                     | Katie                           | Posproducción                |
| 2013 | The Confession               | Katie Lapp                      | Película de televisión       |
| 2015 | The Reckoning                | Katie Lapp / Katherine Mayfield | Película de televisión       |
| 2015 | Cloudy with a Chance of Love | Deb                             | Película de televisión       |
| 2016 | Holiday Breakup              | Kelly                           | Película de televisión       |
| 2016 | Stars Are Already Dead       | Ireland Haldon                  | Película de televisión       |
| 2017 | Round of Your Life           | Minka                           | Posproducción                |
| 2017 | Party Boat                   | Kiley                           | Película original de Crackle |

### Televisión
| Año       | Título                             | Personaje         | Notas                                  |
| --------- | ---------------------------------- | ----------------- | -------------------------------------- |
| 2005      | Veronica Mars                      | Crystal           | Episodio: "Silence of the Lamb"        |
| 2006      | Fashion House                      | Sara              | 4 episodios                            |
| 2007      | The Naked Trucker and T-Bones Show | Reina Tokersville | Episodio: "Salute to America"          |
| 2007      | Saints & Sinners                   | Bride             | Episodio: "Dance, Dance Revolution"    |
| 2008      | The Riches                         | Adolescente       | Episodio: "Friday Night Lights"        |
| 2008      | Community                          | Carol             | Episodio: "Analysis of Cork..."        |
| 2008      | Todos mis novios                   | Mila              | Episodio: "Protect and Serve"          |
| 2010      | The Hard Times of RJ Berger        | Chica sorda       | Episodio: "Lily Pad"                   |
| 2011–2017 | Switched at Birth                  | Daphne Vasquez    | Rol principal, serie de TV Freeform    |
| 2011      | The Big Bang Theory                | Emily             | Episodio: "The Wiggly Finger Catalyst" |
| 2017      | Confess                            | Auburn Reed       | Rol principal, serie de TV go90.com    |